# Yue Yuan
Yue Yuan (chinesisch 岳園 / 岳园, Pinyin Yuè Yuán; * 23. Juli 1987 in Weifang, Volksrepublik China) ist eine chinesische Beachvolleyballspielerin.

## Karriere
Yue Yuan spielt seit 2006 auf der FIVB World Tour mit verschiedenen Partnerinnen. 2007 wurde sie zusammen mit Zhang Wenwen und 2009 mit Jin Jieqiong jeweils Vize-Asienmeisterin. 2010 und 2011 war Huang Ying ihre Partnerin. Bestes Ergebnis von Huang/Yue auf der World Tour war ein siebter Platz in Kristiansand. Bei der Weltmeisterschaft in Rom schieden sie in der ersten Hauptrunde gegen die Australierinnen Bawden/Palmer aus. 2012 spielte Yue Yuan ihre ersten Turniere an der Seite von Wang Fan mit mäßigem Erfolg. Im November des Jahres erreichte sie mit Ma Yuanyuan bei den Asienmeisterschaften Platz drei. 2013 spielten Ma/Yue vorwiegend auf nationalen Turnieren und wurden im November Asienmeister. Auf der World Tour 2014 gelangen Yue Yuan, diesmal wieder mit Wang Fan, fast ausnahmslos Top-Ten-Platzierungen, so u. a. ein zweiter Platz beim Grand Slam in Shanghai. Bei der Weltmeisterschaft 2015 in den Niederlanden belegten Wang/Yue Platz fünf und bei den Olympischen Spielen 2016 in Rio de Janeiro Platz neun.